# Рамон Магсайсай
Рамон дель Фієрро Магсайсай (ісп. Ramon del Fierro Magsaysay, 31 серпня 1907 — 17 березня 1957) — державний і політичний діяч Філіппін. Обіймав посаду президента країни з 1953 по 1957 рік.
Ім'я Рамона Магсайсая носить премія, часто звана азійським аналогом Нобелівської премії.

## Біографія
Народився в місті Іба на острові Лусон, де став вчителем. Хоча більшість філіппінської політичної еліти було іспанського походження, Магсайсай належав до малайської меншості. Він отримав торговельну освіту в 1933 році і став генеральним менеджером транспортної компанії у Манілі. Під час Другої світової війни Рамон командував партизанським загоном на острові Лусон, потім був призначений військовим губернатором у своїй рідній провінції коли Сполучені Штати висадили десант на Філіппінах.
1 вересня 1950 року президент Ельпідіо Кіріно призначив Рамона міністром оборони країни (до 28 лютого 1953, потім 1 січня — 14 травня 1954 року). Хоча Магсайсай був лібералом, Націоналістична партія підтримала його на президентських виборах проти Кіріно в 1953 році. Магсайсай обіцяв реформи в кожному секторі філіппінського життя, він був дуже популярним серед населення за свою непідкупність і боротьбу з корупцією.
В області зовнішньої політики Магсайсай дотримувався проамериканського курсу і виступав проти поширення ідей комунізму в часи холодної війни. При ньому Філіппіни стали членом СЕАТО. Втім, з комуністичними повстанцями з Хукбалахапа він вів не тільки збройну боротьбу, але і переговори (через свого посланця Бенігно Акіно-молодшого).
До закінчення строку повноважень як президента Рамон Магсайсай загинув в авіакатастрофі, його змінив на посаді віце-президент Карлос П. Гарсія.
Похований на Північному кладовищі в Манілі. Приблизно 2 мільйони людей відвідували державні похорони Магсасая 22 березня 1957 року.